# Calheta (Maio)
Calheta – miasto na wyspie Maio, w Republice Zielonego Przylądka. W 2010 roku liczyło 1156 mieszkańców, co czyniło je drugim pod względem mieszkańców osiedlem na wyspie. Miejscowość położona w zachodniej części wyspy, około 9 km na północ od centrum administracyjnego concelho Maio, miasta Porto Inglês.